# قصر الفورادا
قصر الفورادا (بالبرتغالية: Palácio da Alvorada‏) هو المقر الرسمي لرئيس البرازيل. يقع القصر في العاصمة الوطنية برازيليا، وذلك في شبه جزيرة على أطراف بحيرة بارانوا. تم تصميم المبنى من قبل أوسكار نيماير وتم بناؤه بين عامي 1957 و 1958 على الطراز الحديث. وكان أول رئيس برازيلي سكن القصر هو جوسيلينو كوبيتشيك. وتم إدراج المبنى كموقع للتراث التاريخي الوطني.

## تاريخ القصر
كان قصر الفورادا أول هيكل حكومي يتم بناؤه في العاصمة الفيدرالية الجديدة. بدأ البناء في 3 أبريل 1957 ، واكتمل في 30 يونيو 1958. استند هيكل القصر الخارجي على مبادئ البساطة والحداثة.

### تحسينات وتطوير القصر 2004-2006
في عام 2004، وجهت السيدة الأولى ماريسا ليتيسيا لولا دا سيلفا أكبر عملية ترميم تاريخية للقصر في تاريخه. استغرق المشروع عامين لتكلفته 18.4 مليون دولار. تم إجراء بحث لإعادة تصميم الغرف والديكور ليكون وفق الطراز الأصلي. كما تم ترميم الأثاث ومواد الديكور. واستبدلت أنظمة التكييف الكهربائية بأنظمة التكييف المركزية وتم الانتهاء من أعمال الأرضيات والسقف.